# Майкл Сісек
Майкл Сісек (англ. Michal Ciszek; нар. 1 січня 1978) — колишній канадський тенісист.
Найвищу одиночну позицію світового рейтингу — 536 місце досяг 22 листопада 2004, парну — 366 місце — 4 листопада 2002 року.

## Титули ITF Ф'ючерс

### Парний розряд: (2)
| Ранг | Дата     | Турнір              | Покриття | Партнер          | Суперники                     | Рахунок          |
| ---- | -------- | ------------------- | -------- | ---------------- | ----------------------------- | ---------------- |
| 1.   | Чер 2002 | Канада F2, Монреаль | Тверде   | Ліколя Брошу     | Джефф Ласкі Ендрю Ніскер      | 7–5, 4–6, 7–6(6) |
| 2.   | Жов 2002 | Куба F1, Гавана     | Тверде   | Джанлука Бацціка | Душан Кароль Ярослав Поспішил | 7–6(6), 7–5      |